# Polta
Die Polta (russisch Полта) ist ein linker Nebenfluss des Kuloi im Nordosten der Oblast Archangelsk in Nordwestrussland.
Die Polta hat ihren Ursprung in dem 10,1 km² großen, auf dem Weißmeer-Kuloi-Plateau gelegenen See Poltosero. Sie fließt anfangs in südlicher Richtung, wendet sich aber später nach Osten. Sie mündet schließlich in den nach Norden strömenden Kuloi, 206 km oberhalb dessen Mündung in das Weiße Meer.
Die Polta hat eine Länge von 168 km. Sie entwässert ein Areal von 1700 km².
Der Fluss wird von der Schneeschmelze als auch von Niederschlägen gespeist.